# Longtoushan (sockenhuvudort i Kina, Jiangxi Sheng, lat 28,95, long 117,84)
Longtoushan (kinesiska: 龙头山) är en sockenhuvudort i Kina. Den ligger i provinsen Jiangxi, i den sydöstra delen av landet, omkring 190 kilometer öster om provinshuvudstaden Nanchang. Antalet invånare är 12 506. Befolkningen består av 5 577 kvinnor och 6 929 män. Barn under 15 år utgör 20,0 %, vuxna 15-64 år 70 %, och äldre över 65 år 9,0 %.
Runt Longtoushan är det ganska tätbefolkat, med 239 invånare per kvadratkilometer. Närmaste större samhälle är Sizhou, 16,7 km nordväst om Longtoushan. I omgivningarna runt Longtoushan växer i huvudsak blandskog.
Genomsnittlig årsnederbörd är 2 757 millimeter. Den regnigaste månaden är juni, med i genomsnitt 493 mm nederbörd, och den torraste är oktober, med 41 mm nederbörd.